# Microdontinae
Microdontinae (лат.) — подсемейство двукрылых из семейства мух-журчалок (Syrphidae). Все представители — мирмекофилы. Личинки населяют муравейники, где питаются яйцами и личинками различных видов муравьёв или собирают падаль. Некоторые виды не имеют функционирующих ротовых частей и не питаются в стадии имаго. Исследования первичной структуры ДНК показали, что Microdontinae — сестринская группа по отношению ко всем остальным журчалкам. Позднее эти выводы были подтверждены изучением морфологии личинок (Rotheray & Gilbert, 2008).

## Таксономия
В настоящее время известно более 450 видов, объединяемых в 43 рода:
- Afromicrodon Thompson, 2008
- Archimicrodon Hull, 1945
- Aristosyrphus Curran, 1941
- Bardistopus Mann, 1920
- Carreramyia Doesburg, 1966
- Ceratophya Wiedemann, 1824
- Ceriomicrodon Hull, 1937[6]
- Cervicorniphora Hull, 1945
- Chrysidimyia Hull, 1937[7]
- Domodon Reemer, 2013
- Chymophila Macquart, 1834
- Furcantenna Cheng, 2008
- Heliodon Reemer, 2013
- Hovamicrodon Keiser, 1971
- Hypselosyrphus Hull, 1937
- Indascia Keiser, 1958
- Kryptopyga Hull, 1944
- Laetodon Reemer, 2013
- Masarygus Bréthes, 1909
- Megodon Keiser, 1971
- Menidon Reemer, 2013
- Mermerizon Reemer, 2013
- Metadon Reemer, 2013
- Microdon Meigen, 1803
- Mixogaster Macquart, 1842
- Myiacerapis Hull, 1949
- Nothomicrodon Wheeler, 1924
- Oligeriops Hull, 1937[6]
- Omegasyrphus Giglio-Tos, 1891
- Paragodon Thompson, 1969[2]
- Paramicrodon Meijere, 1913
- Paramixogaster Brunetti, 1923
- Parocyptamus Shiraki, 1930
- Peradon Reemer, 2013
- Piruwa Reemer, 2013
- Pseudomicrodon Hull, 1937[6]
- Ptilobactrum Bezzi, 1915
- Rhoga Walker, 1857
- Rhopalosyrphus Giglio-Tos, 1891
- Schizoceratomyia Carrera, Lopes et Lane, 1947
- Serichlamys Curran, 1925[8]
- Spheginobaccha de Meijere, 1908
- Sulcodon Reemer, 2013
- Surimyia Reemer, 2008[9]
- Syrphipogon Hull, 1937[7]
- Thompsodon Reemer, 2013
- Ubristes Walker, 1852